# Делагарди, Якоб Густав
Якоб Густав Делагарди (швед. Jacob Gustaf De la Gardie; 16 июня 1768, Стокгольм — 26 апреля 1842) — шведский государственный и военный деятель, граф, генерал от кавалерии, лантмаршал в 1834—1835 годах, обладатель множества государственных орденов.

## Биография
Службу начал в 1785 году в рядах драгунов лейб-гвардии, в 1788 году получил звание капитана, был произведён в генерал-майоры (1812), генерал-лейтенанты (1818) и генералы от кавалерии (1826). Был основателем так называемого Делагардиевского архива. 
Служил в качестве дипломата в Вене с 1799 по 1801 год и Мадриде в 1813—1819 годах. 
Известен как видный представитель густавианской партии на риксдаге 1809 года, как сторонник уменьшения привилегий дворянства и распространения просвещения; одной из его главных заслуг считается активное способствование введению в Швеции вакцинации. Его архив считался самым обширным из частных архивов на севере. Делагарди также известен как автор и переводчик нескольких пьес, был членом ряда академий и обществ.
Владел поместьем Кулла Гуннарсторп и одноимённым замком на юге Швеции.

## Награды
- Орден Меча, рыцарский крест (RSO1kl) (3 июля 1809)[3]
- Орден Карла XIII (RCXIII:sO) (27 мая 1811)
- Орден Серафимов (RoKavKMO) (5 сентября 1818)